# Młody Technik
Młody Technik – miesięcznik naukowo-techniczny na poziomie popularnym przeznaczony głównie dla młodzieży.
Wyszło także kilka numerów specjalnych między innymi „Technika morska” (1963) i „Człowiek i kosmos” (1963).

## Historia

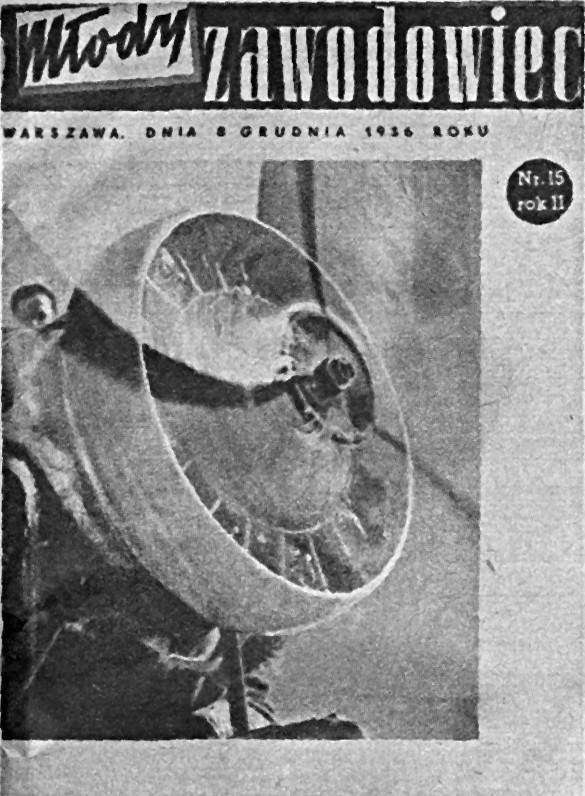
„Młody Zawodowiec” z 1936

Czasopismo zatytułowane „Młody Technik” było wydawane od roku 1932 w Poznaniu przez Leona Rudawskiego. Według wstępu do numeru 1 swoim zakresem miało obejmować działy: Roboty ręczne, Modelarstwo lotnicze, Radiotechnika, Fotografia, Wynalazki oraz Poradnik techniczny.
Kolejny „Młody Technik” jest następcą czasopisma „Młody Zawodowiec” wydawanego od 1935 do 1950. Tytuł ten był przeznaczony dla uczniów szkół zawodowych i techników, nowo powstałych w latach 30. w efekcie reformy jędrzejewiczowskiej. Zbigniew Przyrowski pracował w redakcji pod koniec lat 40. Kiedy profil czasopisma zaczęto rozszerzać o uczniów szkół handlowych i rzemieślniczych stwierdził, że trzeba „zmienić profil czasopisma i nastawić je na młodzież o zainteresowaniach technicznych, czyli stworzyć pismo popularnonaukowe dla młodzieży szkół średnich”.
W efekcie, 15 czerwca 1950 wydawanie „Młodego Zawodowca” zakończono, a jego ostatni numer był zarazem numerem okazowym nowego czasopisma, natomiast 1 września, z rozpoczęciem roku szkolnego, ukazał się pierwszy numer „Młodego Technika”. Zbigniew Przyrowski objął stanowisko redaktora naczelnego nowo powstałego „Młodego Technika”, które to zajmował przez 31 lat, do lipca 1981. Czasopismo objęło zakres przedwojennych czasopism: Młodego Technika (część warsztatowa i zajęcia praktyczne) i Młodego Zawodowca (część ogólna).
Początkowo „Młody Technik” był dwutygodnikiem, lecz od początku 1952 roku czasopismo stało się miesięcznikiem. Od 1982 roku kolejnym redaktorem naczelnym był Józef Trzcionka, piastujący tę funkcję przez kilkanaście lat.
W czasach Polski Ludowej wydawane było przez Naszą Księgarnię. Redakcja mieściła się przy ul. Smulikowskiego 4 (w latach 1952–1992 ulica nosiła imię Władysława Spasowskiego) w Warszawie. Po transformacji ustrojowej w Polsce tytuł został sprzedany. W 1993 roku wydawany był przez Labopress Sp. z o.o.. Od września 1993 do czerwca 1995 został przejęty przez wydawnictwo Lupus, a od października 1995 jest wydawany przez wydawnictwo AVT.
Za czasów PRL miesięcznik borykał się z problemami z przydziałem papieru w centralnie kierowanej gospodarce, stąd wynikały ograniczenia nakładu i objętości w przypadku niektórych numerów.
Nakład od lat 60. do 80. był zmienny, wahał się z reguły między 100 a 200 tysięcy, w drugiej połowie lat 80. również do 250 tys. egzemplarzy. Zazwyczaj z trudem dostępne były w wolnej sprzedaży w kioskach. Po rozpoczęciu transformacji ustrojowej nakład spadł w 1990 roku trwale do ok. 70 tys., w porównaniu z 40 tys. obecnie.
Czasopismo było ilustrowane przez wiele lat przez Jerzego Flisaka. Zwłaszcza charakterystyczne były jego ilustracje do felietonów. Jako jeden z ilustratorów występował już w latach 60., po czym jako jedyny z nich pozostał do połowy 1991 roku, kiedy zrezygnowano z humorystycznych rysunków.
Od 1950 roku czasopismo miało format A4 i objętość 24 stron, a po przejściu na cykl miesięczny w 1952 roku – 48 stron. W 1959 roku format zmniejszono do A5 (14 × 20 cm), natomiast objętość wzrosła do 96, a od lipca tego roku do 128 stron. Wówczas też utrwalił się klasyczny w kolejnych dekadach wygląd okładki, ze stylizowanym tytułem dwoma różnymi krojami pisma na czerwonym polu po lewej stronie u góry (w latach 60. różnokolorowym), numerem na białym polu po prawej stronie u góry i zdjęciem lub grafiką poniżej. W 1976 roku format został nieco powiększony do B5 (16 × 23,5 cm). Także od tego roku połowa zamiast jednej czwartej numeru drukowana była w kolorze, a objętość wynosiła 96 stron. Był on wydawany w formie książeczki, ze sklejanym grzbietem. W lipcu 1991 roku zmieniono całkowicie szatę graficzną czasopisma i liternictwo tytułu, a format przejściowo zwiększono do A4 (21 × 29,7 cm), ze zszytym grzbietem, co związane było z przeniesieniem druku do Hiszpanii. W 1993 roku jednak po zmianie wydawcy powrócono do formatu zbliżonego do B5 oraz klasycznego wzoru okładki i liternictwa tytułu, później modyfikowanego, lecz nawiązującego do tradycyjnego.

## Historyczne działy
Felieton – od lat 60. do początku 1982 roku stałym felietonistą był Bogusław Kitzmann, a po nim Jerzy Klawiński. Do połowy 1991 roku felietony były ilustrowane na marginesie humorystycznymi rysunkami Jerzego Flisaka, nawiązującymi do ich treści. Od 1976 roku, wraz ze zmianą formatu czasopisma, felieton stał się artykułem otwierającym każdy numer.
Poznajemy samochody – autorskie artykuły Zdzisława Podbielskiego, prezentujące poszczególne modele samochodów z ich danymi technicznymi, zazwyczaj spotykane w Polsce, publikowane od 1966 roku do połowy 1991 roku. Od zmiany szaty graficznej w połowie 1991 roku dział był przemianowany na „Pojazdy” i do 1993 roku nadal prowadzony przez Zdzisława Podbielskiego. W późniejszym okresie dział motoryzacyjny uległ poszerzeniu i zmianie formuły i był prowadzony także przez innych autorów

## Pismo w XXI wieku
W XXI wieku czasopismo wydawane przez Wydawnictwo AVT powiązane zostało ze stroną internetową, a tytuł stylizowany jest jako „m.technik”. Obecnie zawiera, oprócz wyżej wymienionych działów, szereg artykułów o tematyce popularnonaukowej, historii myśli technicznej i współczesnych osiągnięciach techniki, od mechaniki po elektronikę. Od 2005 do grudnia 2010 ukazywał się „Młody Technik on-off line” z płytą CD. Od stycznia 2011 z e-suplementem – materiałami dodatkowymi publikowanymi na stronie www.mt.com.pl. Materiały zawarte w e-suplemencie połączone są integralną więzią z bieżącym wydaniem miesięcznika, gdyż zawierają poszerzenia artykułów, łącząc świat druku z rzeczywistością multimedialną. W e-suplemencie zamieszczone są też dodatkowe materiały, a wśród nich multimedia, recenzje, zdjęcia, filmy oraz dodatkowe artykuły – relacje z ciekawych miejsc i przewodniki krok po kroku, a także eksperymenty wideo z chemii oraz filmy – uzupełnienia tekstów, np. działu „Na warsztacie”. W czasopiśmie można od paru lat spotkać kody QR.
W programie Active Reader, do którego można zapisywać się, jeśli jest się prenumeratorem MT, za aktywność w Młodym Techniku otrzymywane są punkty, które można wymieniać na nagrody.

## Stałe działy

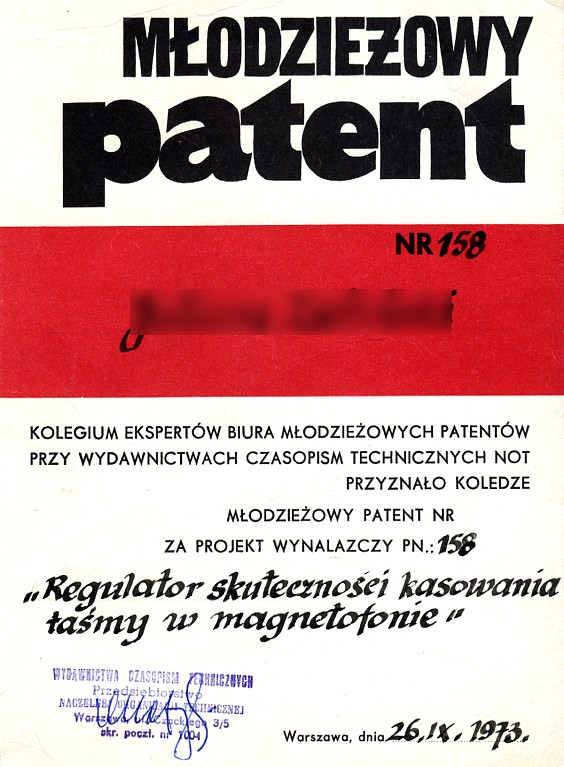
„Patent młodzieżowy” z 1973

Stałymi działami pisma są:

### Listy Facebook
Dział publikujący listy czytelników.

### Info zoom
Dział z nowinkami z wszystkich dziedzin techniki i nauki.

### Horyzonty mgłą spowite
Dział zajmujący się zagrożeniami i problemami oraz ich nowoczesnymi rozwiązaniami.

### Chemia inna niż w szkole
Dział chemiczny: Chemia na co dzień od numeru z września 1952, rubryka nazywała się początkowo Kącik chemiczny (Stefan Sękowski, do grudnia 2010 roku), Chemia inna niż w szkole (Krzysztof Orliński, od 2011 roku).

### Raport MT
Działem podejmującym wyzwanie wykonania raportu z danej dziedziny jest raport MT.

### Nasi idole-liderzy innowacji
Dział zajmujący się historiami znanych liderów.

### Matematyka z ludzką twarzą
Dział zawierający ćwiczenia i wykłady związane z matematyką prowadzone przez Michała Szurka.

### Edukacja przez szachy
Dział z zadaniami i nowinkami, oraz historiami szachistów prowadzony przez Jana Sobótkę.

### Klub wynalazców
Dział Klub Wynalazców poświęcony wynalazczości, w którym uczy rozwiązywania problemów technicznych i pracy wynalazczej, oraz ogłasza konkursy na proste wynalazki. W latach 60. i 70. do redakcji pisma docierały różnorodne projekty wynalazcze, które selekcjonowane przez ekspertów trafiały do specjalnie utworzonego Biura Młodzieżowych Patentów. Biuro to przyznawało niektórym projektom tzw. „Patenty Młodzieżowe”, co zachęcać miało – poprzez niewielką gratyfikację finansową i medialną promocję – do rozwijania innowacyjności wśród młodych czytelników pisma. Obecnie można za pomysły zdobywać punkty Active Reader.

### Na warsztacie
W dziale „Na Warsztacie” od lat redakcja pisma pokazuje jak „krok po kroku” i własnoręcznie stworzyć przedmioty codziennego użytku, zabawki edukacyjne oraz bardziej zaawansowane projekty, a za przesłanie zdjęcia projektu można otrzymać punkty Active Reader.

### Koniec i co dalej?
Miejsce w którym są najczarniejsze perspektywy przyszłości i sposoby im zapobiegania, albo radzenia sobie z ich skutkami.

### Pomysły genialne, zwariowane i takie sobie
Ten dział przedstawia ciekawe i zwariowane pomysły i wizje czytelników, które są oceniane przez redaktorów MT i niezależnie od oceny otrzymywane są punkty.

### MT studiuje
Tutaj dla czytelników Młodego Technika są przedstawiane i opisywane szczegółowo (zazwyczaj przez Michała Pacholskiego) kierunki studiów.

### Odkryj historię wynalazków
Kalendarium ewolucji i powstawania prototypów różnych wynalazków. Na końcu zawsze są wypisane typy i rodzaje danego wynalazku.

### MT testuje
Tutaj są oceny MT różnych produktów, które nawet czasem pojawiają się w nagrodach Active Reader.

### Sędziwy technik
Dział w którym są pokazane fragmenty gazet sprzed stu lat. Wbrew nazwie jak dotąd nie ma tam fragmentów pierwszych Młodych techników, bo przed stu laty jeszcze go nie było. Są tam głównie gazety dla kobiet z różnymi technicznymi radami, bo te były najbardziej do MT zbliżone tematyką w tamtych czasach.

## Redaktorzy naczelni
- Zbigniew Przyrowski (od 1950 do 1981)[2]
- Józef Trzcionka (od 1982 do połowy lat 90. XX w)[5][6].
- Jerzy Klawiński (poł. lat 90. XX w)[13]
- Mirosław Usidus (lata 20. XXI w)[17]
- Wiesław Marcinak[20]
- Mirosław Usidus[21]

## Nakład
Przykładowy nakład (bywał zmienny w poszczególnych latach i numerach z danego roku):
- 3/1964: 89 910[8]
- 5/1966: 100 315[22]
- 3/1973: 150 315[23]
- 3/1989: 250 315[24]
- 10/1989: 200 315[25]
- 9/1990: 70 300[9]
- 6/1995: 37 500[13]